# Puig Major
De Puig Major is een 1445 meter hoge berg op het Spaanse eiland Mallorca, in de eilandengroep Balearen. De berg is de hoogste punt van Mallorca. Hij maakt deel uit van de Serra de Tramuntana.
De top is militair gebied. Op de top bevinden zich Spaanse en sinds 1958 Amerikaanse radarinstallaties die het westelijk deel van de Middellandse Zee en Noord-Afrika in de gaten houden. De weg naar de top werd door de Italiaan Antonio Paretti ontworpen en onder zijn leiding aangelegd.
Aan de voet van de berg liggen twee stuwmeertjes, Embassament des Gorg Blau en Embassament de Cúber, die sinds 1972 dienen voor de drinkwatervoorziening van de hoofdstad Palma.

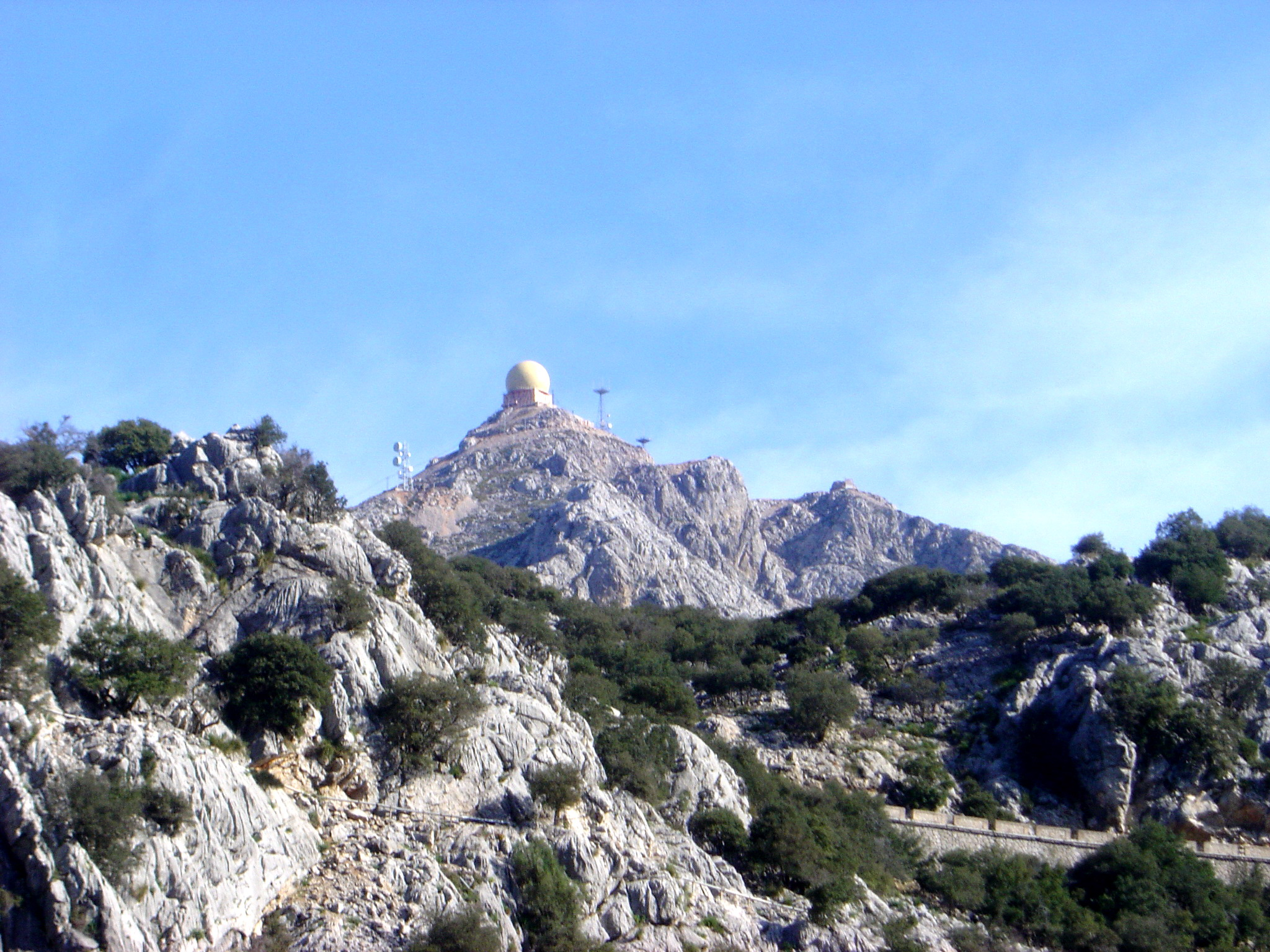
Radarinstallatie
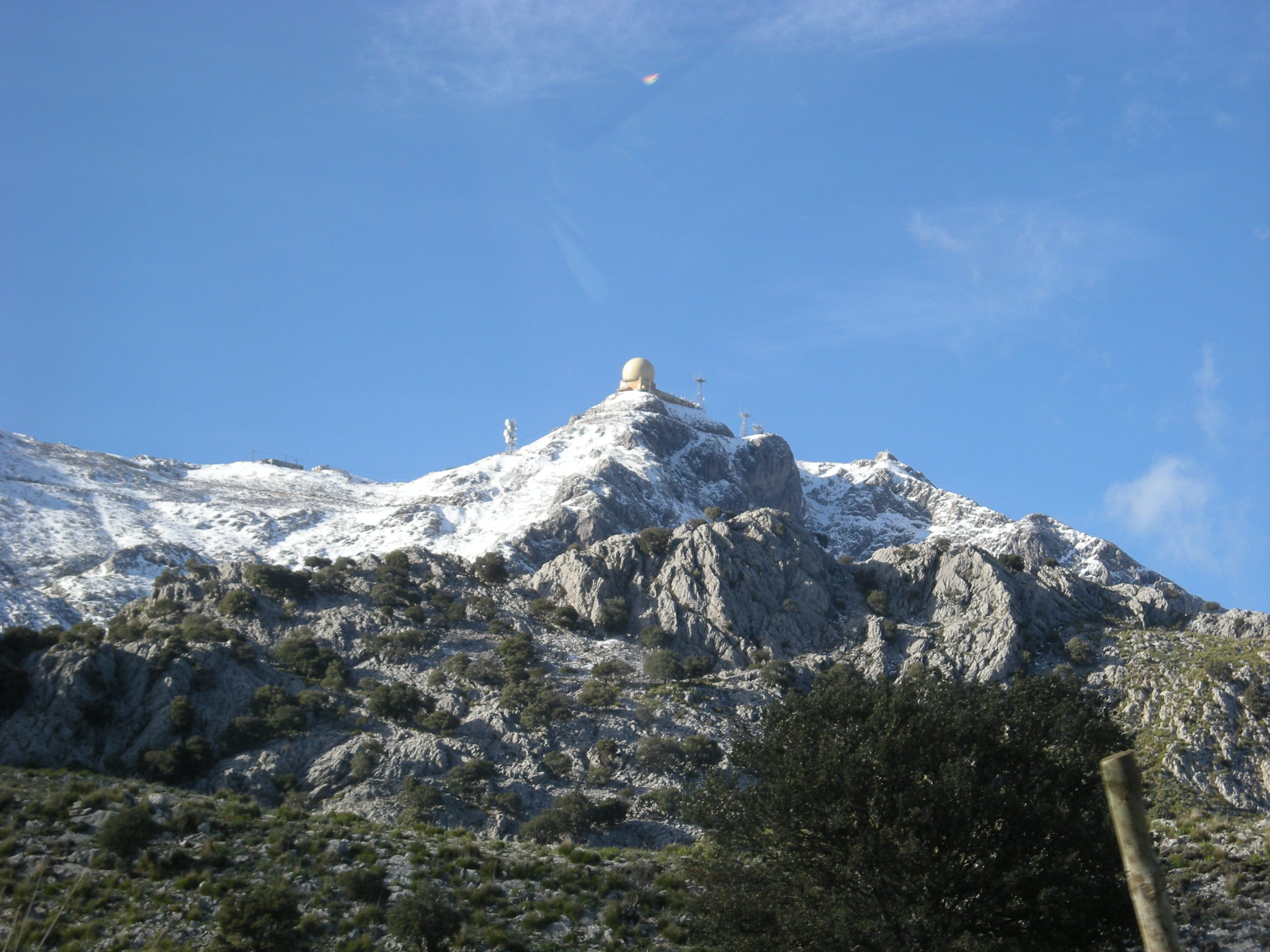
In de sneeuw
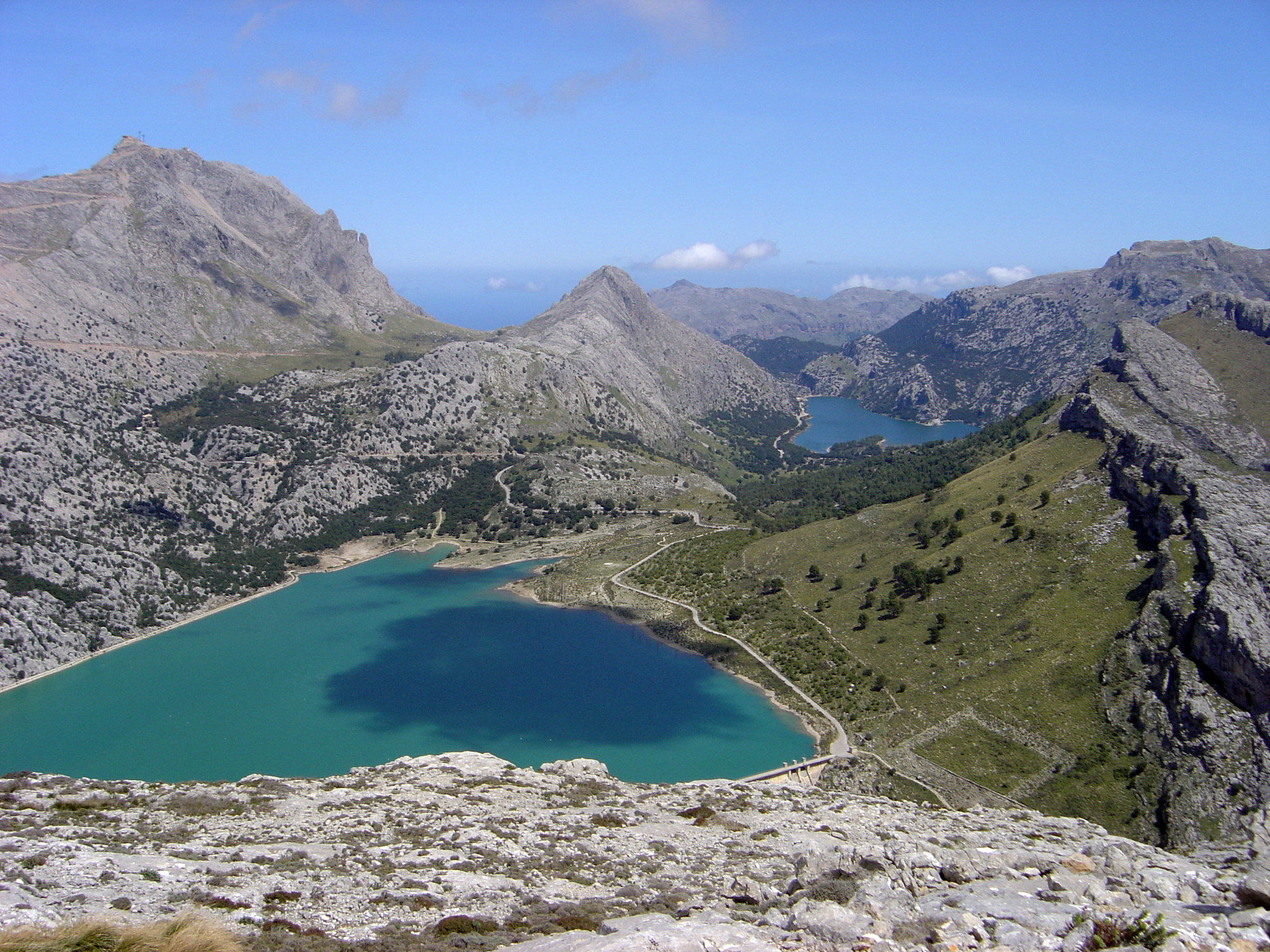
Stuwmeertjes aan de voet
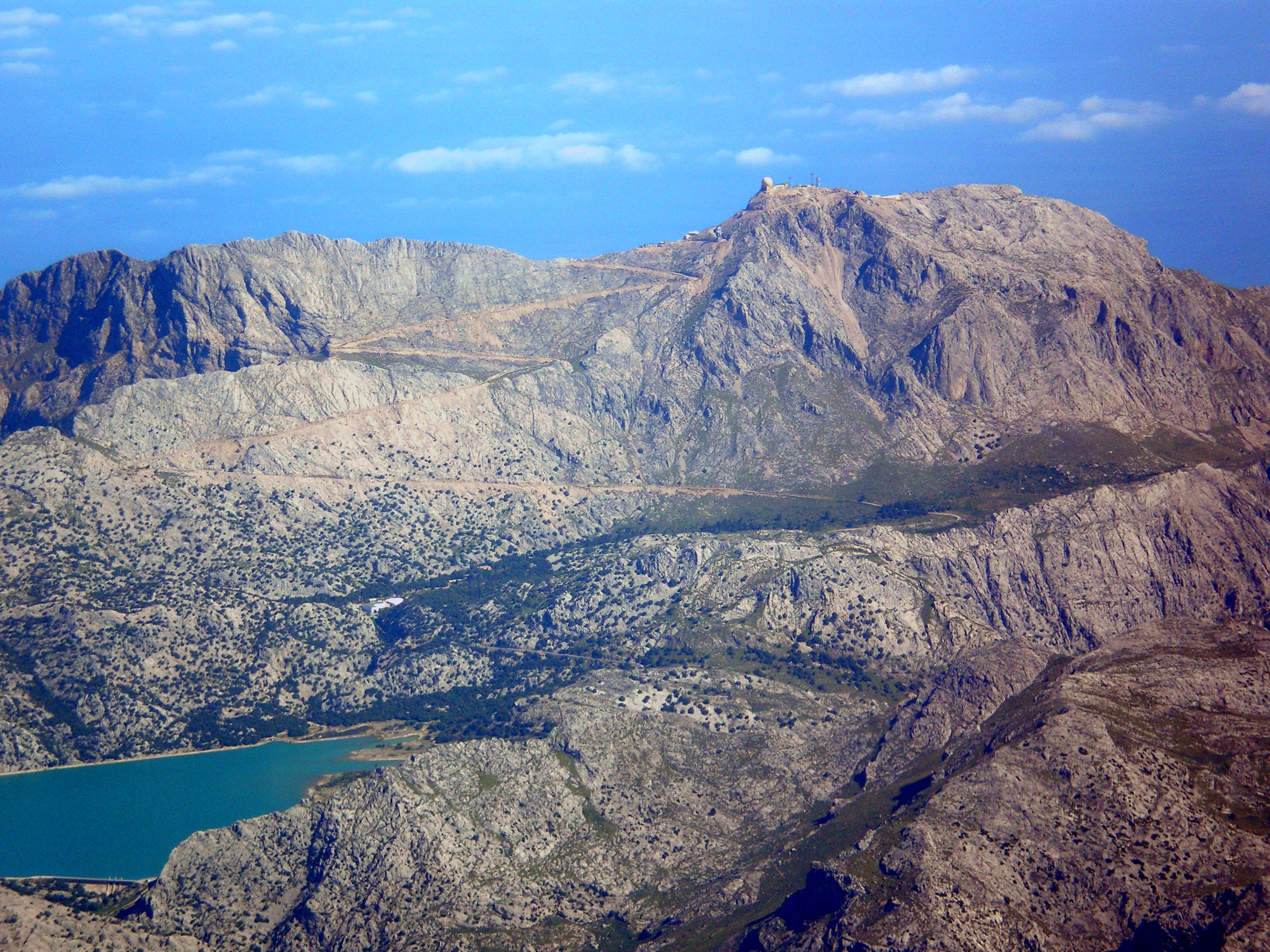
Puig Major